# Bulimanu, Olt
Bulimanu este un sat în comuna Vitomirești din județul Olt, Muntenia, România. Populația satului este de aproximativ 300 de locuitori.

 Acest articol despre o localitate din județul Olt este deocamdată un ciot. Puteți ajuta Wikipedia prin completarea lui.

Sat de o frumusețe rară cu păduri verzi de foioase, străbătut de râul Cungrea și cu celebrul copac,Tecul de la Ionicesti.